# دان دوتسون
دان دوتسون (بالإنجليزية: Dan Dotson)‏ هو دلال أمريكي، ولد في 23 نوفمبر 1962.

## وصلات خارجية
- الموقع الرسمي